# 楊道亨
楊道亨（1523年—1573年），字豫甫，號九華，浙江嘉興府秀水縣民籍，直隸松江府華亭縣人，明朝政治人物。

## 生平
嘉靖三十一年（1552年）壬子科應天府鄉試第七十名舉人。嘉靖三十五年（1556年）中式丙辰科會試第一百九十八名三甲第七十三名進士。礼部观政，授行人司行人，三十八年升刑部主事，四十五年復除原职，隆慶元年（1567年）升员外，二年升郎中，隆慶三年（1569年）任直隸真定府知府。五年八月升云南按察司副使，六年闰二月以巡抚都御史宋纁弹劾其为真定知府时盗用仓粮，被革职候勘。卒年五十一。

## 家族
曾祖楊圭；祖父楊完；父楊應元，贈刑部主事加郎中。母平氏，贈安人加宜人；繼母馮氏，封太安人、加太宜人。兄学时（监生）、学中、弟道貞（监生）、于世（举人）、道通、道明、道腴（监生）、道行。
子继芳、继美、继善、继茂、继英。